# Ex aequo
Ex aequo es una locución latina de uso actual que significa ‘por igual’. Se utiliza en cualquier tipo de clasificación cuando dos o más participantes han conseguido el mismo premio.
Ejemplo: En el premio de literatura quedaron ganadores dos autores ex aequo.
Gramaticalmente, está formada por la preposición ex y el ablativo de aequus, -a, -um (‘igual’).